# ليونيل ويلسون (سياسي)
ليونيل ويلسون (بالإنجليزية: Lionel Wilson) هو سياسي أمريكي، ولد في 14 مارس 1915 في نيو أورلينز في الولايات المتحدة، وتوفي في 23 فبراير 1998 في أوكلاند في الولايات المتحدة بسبب سرطان. نشط حزبياً في الحزب الديمقراطي. وقد انتخب Mayor of Oakland, California ‏.